# جورج دوماس
جورج دوماس (بالفرنسية: Georges Dumas)‏ هو طبيب وعالم نفس فرنسي، ولد في 6 مارس 1866 في Lédignan ‏ في فرنسا، وتوفي بنفس المكان في 12 فبراير 1946.